# Nikolaj Aleksandrovitj Zubov

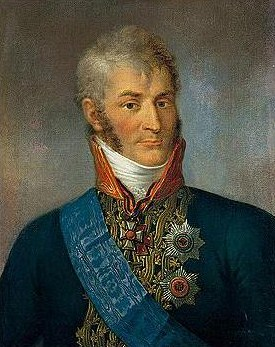
Nikolaj Aleksandrovitj Zubov.

Nikolaj Aleksandrovitj Zubov (ryska: Николай Александрович Зубов), född den 24 april 1763, död den 9 augusti 1805, var en rysk greve och militär.
Zubov blev generalmajor, vann stora rikedomar och gifte sig med fältmarskalk Suvorovs enda dotter. Han deltog 1801 jämte sina bröder Platon och Valerian Zubov i sammansvärjningen mot kejsar Paul.